# Крещение умерших
Креще́ние уме́рших (также крещение за умерших) — религиозный обряд, целью которого является крещение уже умершего человека. Наиболее часто упоминается в связи с мормонизмом.
Крещение умерших известно в мормонизме с 1840 года. Оно практикуется по сей день в Церкви Иисуса Христа Святых последних дней (ЦИХСПД) в предназначенных для этого храмах, а также некоторыми (но не всеми) деноминациями мормонов. Практикующие данный ритуал считают крещение обязательным для вхождения в Царство небесное и проводят крещение для умерших, чтобы дать им возможность тоже войти туда. ЦИХСПД считает, что получающие крещение могут выбрать, принять его или нет.
Словосочетание «крестящиеся для мёртвых» дважды упоминается в Новом Завете (Первое послание к Коринфянам), однако смысл данного выражения остаётся предметом учёных споров. Тертуллиан и Иоанн Златоуст атрибутировали данную практику маркионитам, по их классификации — еретикам-гностикам. Данная практика была запрещена в католичестве и в XXI веке не практикуется ни одной из крупнейших христианских конфессий.

## Истоки в христианстве
Тертуллиан приписывает крещение и евхаристию мёртвых маркионитам, а Епифаний Кипрский — Керинфу. Джон Тведнес, иудаист и христианолог из университета Бригама Янга, писал:

Крещение умерших, безусловно, практиковалось некоторыми ортодоксальными христианскими объединениями, подтверждением чему являются решения двух соборов конца четвёртого века. Четвёртый догмат Гиппонского синода 393 года гласит: «Не следует ни давать мёртвым Евхаристии, ни совершать над ними крещения». Постановление было подтверждено четырьмя годами позднее шестым догматом Карфагенского собора.
Оригинальный текст (англ.)That baptism for the dead was indeed practiced in some orthodox Christian circles is indicated by the decisions of two late fourth century councils. The fourth canon of the Synod of Hippo, held in 393, declares, "The Eucharist shall not be given to dead bodies, nor baptism conferred upon them." The ruling was confirmed four years later in the sixth canon of the Third Council of Carthage.
— Tvedtnes, John A. Baptism for the Dead: The Coptic Rationale. Provo, UT: Foundation for Apologetic Information and Research. Дата обращения: 4 марта 2007. Архивировано 7 октября 2006 года.
Иоанн Златоуст описывает аналогичный ритуал у маркионитов в том же году: если оглашенный умирал до крещения, то к его телу обращались с вопросом, желает ли он принять крещение; некто иной отвечал положительно, после чего его крестили вместо умершего. Там же слова о крещении за умерших объясняются как напоминание о вере в воскрешение крещёных людей после смерти.

### Первое послание к коринфянам, 15:29
В Первом послании к Коринфянам говорится: «во Христе все оживут, каждый в своём порядке: первенец Христос, потом Христовы». Павел писал в 1Кор. 15:29: «Иначе, что делают крестящиеся для мёртвых? Если мёртвые совсем не воскресают, то для чего и крестятся для мёртвых?» Эта фраза истолковывается по-разному, и мнения относительно того, разрешал ли Павел данную практику, расходятся.

#### Значение глагола «βαπτίζειν»
По-гречески во фразе Павла «крестящиеся для мёртвых» использован глагол греч. βαπτίζειν, который имеет более широкое значение, чем «крещение», в частности, отглагольное существительное мужского рода «баптизмос» означает «ритуальное омовение». Этот глагол четырежды встречается в Септуагинте именно в контексте омовения: Юдифь смывает с себя менструальные нечистоты, Нееман семь раз омылся для излечения от проказы, и так далее. Только в Новом завете появляется существительное среднего рода «баптизм». Такая широта значения отражается в русских переводах словами «омовение» в одном контексте (см. Марк 7:4 — «и, придя с торга, не едят не омывшись» и «крещение» в другом. Ритуал омовения связан с похоронами, так как любой коснувшийся трупа должен был пройти омовение. Во время Второго Храма и раннераввинского периода предписания относительно омовения (выражающегося греческим существительным мужского рода) усложнились и умножились. Это отражено в галахическом трактате Ядаим и Кумранских рукописях. Питер Лейтарт в 2007 году предположил, что фраза Павла «для чего и…» проводит аналогию аналогией между крещением и иудейским омовением после прикосновения к мертвецу. Фраза «крестящиеся для мёртвых» не встречается в среднезаветное время, но вероятно схожая идея молитв за умерших имеется во Второй книге Маккавейской. Так как новозаветная концепция крещения там не упомянута, то остаётся пространство для интерпретаций: имелось ли в виду ритуальное омовение, крещение, или же аналогия между обоими.

#### Значение фразы
Некоторые считают фразу «креститься для мёртвых» обозначением мученичества, как в Мк. 10:38 и Лк. 12:50 — там крещение является метафорой страданий мучеников; соответственно, фразу переводят как «креститься, видя смерть» (англ. being baptized with a view to death). В такой интерпретации фраза тесно связана со следующими словами Павла о страданиях, перенесённых им именно из-за веры в воскрешение. Аналогично интерпретировал это место и Иоанн Златоуст.
Другие считают эту фразу относящейся к обычному крещению. Мартин Лютер счёл, что речь о крещении над (первое значение предлога ὑπέρ, обычно переводящегося как «для») могилами мёртвых. Жан Кальвин считал, что смысл фразы в крещении перед смертью.
Третья интерпретация относится как раз к совершению крещения над умершими, чтобы они получили от этого некоторую пользу. Данное объяснение помогает понять, почему Павел сравнивает коринфян с народом Израиля, пересёкшим Красное море и питавшимся манной. Таким образом он настаивает на том, что после такого народ не спасён от греха.

#### Точка зрения Павла
Библейский словарь Тиндэйл (англ. The Tyndale Bible Dictionary) заключает, что Павел, вероятно, не одобрял крещение умерших, так как он говорит о практиках «они», а не «вы». В католической Новой американской Библии характеристика более осторожная: «Крещение для мёртвых: данная практика здесь не описана, и не обязательно поощряется, однако Павел говорит о ней как ещё об одном способе уверовать в воскрешение». В этом данное издание близко к мнению Тертуллиана, который в 207 или 208 писал, что целью упоминания Павлом крещения для мёртвых, «чем бы оно ни было», являлось настоять на воскрешении тела.

#### Другие точки зрения
Элейн Пейджелс считает, что данное упоминание относится к секте Валентина, позже объявленной гностической ересью. Однако воззрения Пейджелс на Павла не поддерживаются другими учёными.

## Мормоны

### Церковь Иисуса Христа Святых последних дней
В практике Церкви Иисуса Христа Святых последних дней (ЦИХСПД) живой человек может опосредованно получить крещение за умершего. После краткой молитвы, в которой упоминается имя умершего, посредника ненадолго окунают в воду. Крещение мёртвых — отдельное таинство в мормонизме.

#### Доктрина ЦИХСПД
Члены ЦИХСПД верят в то, что крещение является обязательным для вхождения в Царство Небесное, как говорил Иисус в Ин. 3:5: «Истинно, истинно говорю тебе, если кто не родится от воды и Духа, не может войти в Царствие Божие» (Библия. Синодальный перевод издания Московской Патриархии 2001 года). Они крестят умерших через посредников, чтобы первые смогли достичь Рая, даже если они не узнали об Иисусе Христе или его учении в течение жизни.
Кроме прочего, мормоны цитируют утверждения Петра о том, что Иисус проповедовал духам умерших «Он и находящимся в темнице духам, сойдя, проповедал» (1Петр. 3:19) и «Ибо для того и мёртвым было благовествуемо, чтобы они, подвергшись суду по человеку плотию, жили по Богу духом» (1Петр. 4:6), считая их доказательствами того, что Бог предоставляет умершим возможность услышать проповеди, если им не предоставилось такого шанса при жизни. Пётр подтвердил в Деяниях 2:37—38, следующим шагом после получения проповеди является крещение для избавления от грехов.
Мормоны считают, что тот, кто прошёл обряд крещения после смерти, может принять его или отказаться.
Любой член ЦИХСПД возрастом 12 лет и более может быть рекомендован храмом в качестве крестимого заместителя умершего. Мужчины должны быть рукоположёнными священниками для того, чтобы войти в храм. Вместо умершего мужчины крещение должен получать мужчина, вместо женщины — женщина. Некоторые мормоны считают, что Христос так же принял грехи вместо людей, как крещённый получает крещение вместо умершего.
Лишь мужчина-рукоположённый священник мельхиседекского священства, прошедший облечение может крестить мёртвых.

#### Происхождение
Согласно учению ЦИХСПД, крещение мёртвых было открыто пророку Джозефу Смиту. Впервые он рассказал о ней на проповеди на похоронах умершего члена церкви Сеймура Брансона. В письме от 19 октября 1840 году Кворуму двенадцати апостолов, находившимся на миссии в Великобритании, Смит ссылается на 1-е послание Коринфянам, 15:29:
Полагаю, вы и прежде слышали об учении «крещения за умерших», что, вероятно, вызвало у вас вопросы. В данном письме я не могу дать всеобъемлющего ответа на них; однако… я сказал бы, что древние церкви, несомненно, проводили такие крещения; и святой Павел старался обосновать учение о таком крещении, говоря: «Иначе что делают крестящиеся для мёртвых? Если мёртвые совсем не воскресают, то для чего и крестятся для мёртвых?»
Священные Писания мормонов развивают эту доктрину и утверждают, что ритуал должен проводиться в храмах. Крещение через посредника проходит аналогично другим таинствам, совершаемым через посредника, таким как облечение и целестиальный брак.
Изначально женщин крестили взамен мужчин и наоборот, однако практику изменили, чтобы остальные таинства тоже можно было провести с тем же заместителем.

#### Генеалогия
ЦИХСПД поощряет своих членов к генеалогическим исследованиям с целью крещения всех умерших родственников и знакомых. В частности, подобная процедура была проведена над Адольфом Гитлером, Христофором Колумбом, отцами-основателями США, Джоном Уэсли, Иоанном Павлом II, всеми умершими президентами США.
Хотя сами мормоны считают крещение мёртвых благодеянием, известны агрессивные отзывы о нём от людей, не являющихся членами церкви. «FamilySearch», веб-приложение, требующее регистрации, предоставляет информацию о проводимых таинствах только членам церкви.
В 2008 году ватиканской Конгрегацией по делам духовенства была выпущена директива, предписывавшая католическим епархиям противодействовать мормонам в оцифровке информации, содержащейся в католических архивах, чтобы избежать крещения умерших, хотя ранее было выпущено заявление о том, что такое крещение не имеет силы.

### Сообщество Христа
Некоторые члены ранней Реорганизованной Церкви Иисуса Христа Святых последних дней (сегодня носящей название Сообщество Христа) также верили в крещение после смерти, но данная практика не была санкционирована церковью и считалась очень неоднозначной.

### Прочие мормоны
У реставрационистов, отколовшихся от ЦИХСПД в 1980-х годах крещение умерших либо не имеет определения, либо отрицается.
Катлериты и странгиты, среди прочих мормонов, практикуют крещение умерших. Странгиты крестили мёртвых в 1840-х годах в Вори и позже, в 1850-х годах, на острове Бивер (озеро Мичиган). В обоих случаях было получено одобрение Джеймса Стрэнга. Неизвестно, практикуют ли современные странгиты этот вид крещения.
Катлериты крестят умерших и живых в крестильных купелях, расположенных в катлеритских домах собраний (их существует всего два: один в Клитералле, другой в Индепенденсе. Хотя катлериты поддерживают концепцию храмов, их крещения мёртвых могут быть проведены вне храмов. Неизвестно, практикуют ли они крещение мёртвых до сих пор.

## Другие христианские церкви

### Античность
Монтанисты практиковали крещение умерших.

### Средневековье
Изложенная в «Золотой легенде» история повествует о «крещении в слезах» папой римским Григория I умершего пятью столетиями ранее императора Траяна. Проходя по форуму Траяна в Риме, вспомнил о справедливости императора, заступившегося за простую вдову, потерявшую сына (эпизод о заступничестве Траяна был изложен Дионом Кассием и популяризован Данте в «Божественной комедии»). По пути в базилику святого Петра папа в слезах молился за душу Траяна, после чего ему ответил глас свыше: «Григорий, Я услышал твою мольбу и избавил Траяна от вечной кары, но поостерегись впредь возносить Мне молитвы за осуждённого на муки». Согласно Иоанну Дамаскину, голос сказал Григорию только: «Я исполняю твою просьбу и прощаю Траяну». Эта легенда по-разному трактовалась средневековыми авторами, некоторые воспринимали «крещение» буквально, вплоть до того, что язычнику Траяну была возвращена жизнь, дабы он мог стать христианином и получить таким образом прощение. Их оппоненты утверждали то есть император был лишь в некоторой степени освобожден от адских мук.
Вероятно, эксгумировали и крестили кости предков (в частности, Горма Старого Харальдом Синезубым) скандинавы.
Крещение мёртвых известно на Руси в XI веке. Ярослав Мудрый в 1044 году вопреки решению Карфагенского Собора приказал достать из могил кости Олега и Ярополка — дядей Ярослава, не окрещённых при жизни, и крестить их, после чего поместить в церкви Богородицы Десятинной. Вероятно, для Ярослава дяди были в своём роде оглашенными, не успевшими креститься по случайности.

### Новое время
Староапостольская церковь и Новоапостольская церковь проводят крещение, евхаристию и запечатывание мёртвых. Согласно доктрине обеих церквей, в процессе крещения дух мёртвых не входит в тело крещённого за них.

### Новейшее время
В новейшее время обряд крещения за умерших был возрожден в некоторых японских маргинальных христианских движениях. Так, данную практику использует крупнейшая японская независимая церковь — «Дух Иисуса». Церковь «Дух Иисуса», основанную в 1941 году бывшим пастором Ассамблей Бога, относят к группе пятидесятников-единственников или к независимым маргинальным протестантским течениям (См. также Протестантизм в Японии).

## Вне христианства
Крещение мёртвых проводят также иранские и иракские мандеи.

## Критика

### Жертвы Холокоста
Члены ЦИХСПД провели несколько крещений жертв и учинителей Холокоста, включая Анну Франк и Адольфа Гитлера, против воли церкви. Несколько выживших и некоторые еврейские организации выразили протест этим действиям.

### Мать Барака Обамы
В мае 2009 года выяснилось, что мать Барака Обамы, Энн Данхэм, была крещена мормонами после её смерти в соответствии с воззрениями и ритуалами мормонов. Белый Дом отказался от комментариев. Обряд провели 4 июня 2008 года в храме города Прово, неделю спустя был проведён обряд запечатывания. Официальный представитель ЦИХСПД Скотт Троттер подтвердил, что некто провёл этот ритуал, но сообщил, что это противоречит политике Церкви.